# Опсада Цариграда (674—678)
Опсада Цариграда (674-678) прва је арапска опсада Цариграда и друга опсада Цариграда у историји. Опсада је трајала читавих 5 ратних сезона, 674, 675, 676, 677. и 678. Међутим, најјача средњовековна тврђава успела је да одбије напад.

## Позадина
Након смрти Констанса II на престо Византије дошао је његов син Константин IV (668—685). Његова владавина представља прекретницу у Византијско-арапским ратовима. Још док је Констанс боравио на западу, Муавија је смирио стање у калифату и обновио ратове са Византијом. 663. године Арапи се појављују у Малој Азији и пустоше земљу, а становништво одводе у ропство. Међутим, одлучујућа битка у овом сукобу Византије и Арапа одиграла се на мору. Муавијин војсковођа 670. године осваја полуострво Кизик на малоазијској обали Мраморног мора. Одатле је могао сигуран да крене у поход на Цариград. Но пре напада на Цариград, један део арапске флоте заузео је Смирну, а остатак је напао обалу Киликије.

## Опсада
У пролеће 674. године пред Цариградом се појављује велика арапска флота под заповедништвом Абд ел Рахмана. Када је византијски цар Константин IV (668—685) сазнао за покрет неверника према Цариграду, предузео је кораке да престоница спремно дочека нападаче. На другој страни, војсковођа Суфијан ибн Ауф, заповедник арабљанских копнених снага, дошао је до Халкедона. У међувремену, на европску обалу, недалеко од цариградских бедема, са арабљанског бродовља искрцан је један велики одред који је требало да град опколи с копна, на простору од Мраморног мора до залива Златног рога. Управо је истовремено опкољавање Константинопоља и с копна и с мора, без обзира на његове снажне зидине и добар систем одбране, био највећа опасност за мегалополис на Босфору. При том, залив Златног рога био је најслабија тачка и „меки трбух” византијске престонице. Борбе око Цариграда водиле су се током целог лета 674. године да би се у јесен арапска војска повукла у Кизик. Ово повлачење омогућило је становницима Цариграда да обнове залихе. Опсада је трајала још 4 године, али је Цариград успео да одбије напад.
Свој огроман успех Византинци, пре свега, дугују новом изуму, такозваној грчкој ватри, правом чуду средњовековне ратне технике. Реч је о течном пламену који се из посебних направа, такозваних стрепти, под притиском избацивао и изазивао пожаре на бродовима. Према веровању које почива на податку из Теофанове хронике и које је данас у приличној мери поколебано, грчку ватру изумео је архитекта Калиник из града Хелиопоља у Сирији (или можда у Египту). Он је 673/674. године донео у Цариград ово опасно, али за Византинце спасоносно, оружје и оно је однело превагу у сукобу с Арабљанима. Никада није утврђен тачан хемијски састав ове запаљиве смесе, помоћу које су Ромеји однели низ блиставих војничких победа, али се верује да је један од основних састојака била шалитра. Тек неколико векова касније флоте појединих италијанских поморских република успеле су да бар унеколико одговоре на изазов грчке ватре. Како бележи византијски историчар 12. столећа Јован Кинам, Венецијанци су облагали своје бродове тканинама натопљеним у сирће како би их заштитили од разорног течног пламена. Георгије Пахимер, историчар који пише у првој деценији 14. века, наводи како су Ђеновљани штитили своје бродове тако што су њихове бокове облагали осушеним волујским кожама.
Побожни Теофан је записао да су Византинци однели победу над Арабљанима под зидинама Цариграда уз помоћ Бога и Богородице. Он додаје да су се верујући у Алаха повукли у големој невољи и с великим ранама. Међутим, ни то није био крај њиховим недаћама: јака бура захватила је арабљанско бродовље крај обала малоазијске области Памфилије, надомак града Силеја, и десетковала га. И, напослетку, и арабљанску копнену војску у повлачењу поразили су византијски одреди које су предводиле војсковође Флор, Петрона и Кипријан. Постоји податак да је побијено чак 30.000 арапских војника.

## Последице
После овог двоструког страдања, стари калиф Муавија није имао другог избора него да с византијским василевсом Константином IV склопи уговор о миру на тридесет година. Он се обавезао да ће цару годишње плаћати 3000 златника и да ће му слати педесет робова и педесет коња.
Наравно, ова сјајна византијска победа оставила је снажан утисак на савременике и надалеко је одјекнула широм средњовековног света. Зна се да су многи оновремени владари упућивали посланства у Цариград и василевсу Константину IV слали богате дарове и молили га за мир и пријатељство. Хроничар Теофан завршава своју приповест о првој арабљанској опсади Цариграда следећим речима: „И настала је велика безбрижност на Истоку и на Западу.”
Модерни истраживачи истрајавају на чињеници да је византијска победа из 678. године имала неизмеран значај. Дошла је у правом, а толико критичном тренутку, јер после тачно педесет година готово непрестаних ратова, у којима Византија није знала ни за једну већу победу, арабљанска најезда коначно је заустављена. Реч је о прекретници од светске историјске важности, а Цариград је као последња препрека исламској најезди успео да одоли, што је био спас не само за Византијско царство него и свеукупну европску цивилизацију.